# Bargersville
Bargersville é uma cidade  localizada no estado americano de Indiana, no Condado de Johnson.

## Demografia
Segundo o censo americano de 2000, a sua população era de 2120 habitantes. 
Em 2006, foi estimada uma população de 2576, um aumento de 456 (21.5%).

## Geografia
De acordo com o United States Census Bureau tem uma área de 
2,8 km², dos quais 2,8 km² cobertos por terra e 0,0 km² cobertos por água. Bargersville localiza-se a aproximadamente 242 m acima do nível do mar.

## Localidades na vizinhança
O diagrama seguinte representa as localidades num raio de 12 km ao redor de Bargersville. 